# Бель-Ридж (Міссурі)
Бель-Ридж (англ. Bel-Ridge) — селище (англ. village) в США, в окрузі Сент-Луїс штату Міссурі. Населення — 2132 особи (2020).

## Географія
Бель-Ридж розташований за координатами 38°42′47″ пн. ш. 90°19′43″ зх. д. / 38.71306° пн. ш. 90.32861° зх. д. (38.712998, -90.328518).  За даними Бюро перепису населення США в 2010 році селище мало площу 2,07 км², уся площа — суходіл.

## Демографія
Згідно з переписом 2010 року, у селищі мешкало 2737 осіб у 1087 домогосподарствах у складі 690 родин. Густота населення становила 1323 особи/км².  Було 1249 помешкань (604/км²).
Расовий склад населення:
| - 83,1 % — чорних або афроамериканців - 14,2 % — білих - 0,4 % — азіатів - 0,3 % — корінних американців |

До двох чи більше рас належало 1,6 %. Частка іспаномовних становила 1,3 % від усіх жителів.
За віковим діапазоном населення розподілялося таким чином: 29,5 % — особи молодші 18 років, 62,4 % — особи у віці 18—64 років, 8,1 % — особи у віці 65 років та старші. Медіана віку мешканця становила 28,7 року. На 100 осіб жіночої статі у селищі припадало 81,9 чоловіків;  на 100 жінок у віці від 18 років та старших — 72,5 чоловіків також старших 18 років.
Середній дохід на одне домашнє господарство  становив 34 848 доларів США (медіана — 27 608), а середній дохід на одну сім'ю — 37 492 долари (медіана — 29 978). Медіана доходів становила 31 705 доларів для чоловіків та 29 495 доларів для жінок. За межею бідності перебувало 36,7 % осіб, у тому числі 59,5 % дітей у віці до 18 років та 20,2 % осіб у віці 65 років та старших.
Цивільне працевлаштоване населення становило 1090 осіб. Основні галузі зайнятості: освіта, охорона здоров'я та соціальна допомога — 28,5 %, науковці, спеціалісти, менеджери — 15,5 %, роздрібна торгівля — 11,9 %, будівництво — 10,6 %.